# Argentina en los Juegos Paralímpicos de Arnhem 1980
La participación de Argentina en los Juegos Paralímpicos de Arnhem 1980 fue la sexta actuación paralímpica de los deportistas argentinos, en la también sexta edición de los Juegos Paralímpicos. La delegación argentina se presentó en 4 deportes (natación, atletismo, tenis de mesa y básquet), con 10 deportistas (5 mujeres), una delegación considerablemente menor a las que venía enviando a los Juegos desde su lanzamiento en 1960. Argentina compitió en 43 eventos. 
El equipo paralímpico obtuvo 4 medallas de oro, 5 de plata y 6 de bronce, alcanzando un total de 15 medallas paralímpicas. Se mejoró así el desempeño de los juegos inmediatos anteriores, pero no los mejores desempeños históricos alcanzados en Tokio 1964 (6/14/16) y Tel Aviv 1968 (10/10/10), ni la posición alcanzada en los juegos inmediatos anteriores (23ª). Argentina ocupó la 24ª posición en el medallero general, sobre 43 países participantes, logrando su mejor medallero en natación, donde finalizó en la decimoprimera posición y en la octava posición en las pruebas femeninas.
La delegación argentina obtuvo medallas en natación (11) y atletismo (4). Las siete mujeres integrantes de la delegación obtuvieron catorce de las quince medallas, incluyendo todas las medallas de oro. Entre los deportistas más premiados se destacó Eugenia García con siete medallas (una de oro), obtenidas en natación y atletismo. También se destacaron con cuatro medallas cada una, las nadadoras Marcela Rizzotto (2 de oro) y Mónica López (una de oro). Los varones ganaron 1 medalla y las mujeres ganaron 14 medallas (4 de oro).

## Medallero
| Medalla           | Nombre                                       | Deporte   | Evento                            |
| ----------------- | -------------------------------------------- | --------- | --------------------------------- |
| Medalla de oro    | Marcela Rizzotto                             | Natación  | 50 m pecho 3 femenino             |
| Medalla de oro    | Marcela Rizzotto                             | Natación  | 50 m libre 3 femenino             |
| Medalla de oro    | Eugenia García                               | Natación  | 25 m pecho 1A femenino            |
| Medalla de oro    | Mónica López                                 | Natación  | 25 m pecho 1B femenino            |
| Medalla de plata  | Marcela Rizzotto                             | Natación  | 25 m mariposa 3 femenino          |
| Medalla de plata  | Mónica López                                 | Natación  | 25 m libre 1B femenino            |
| Medalla de plata  | Mónica López                                 | Natación  | 25 m espalda 1B femenino          |
| Medalla de plata  | Eugenia García Mónica López Susana Masciotra | Natación  | Posta 3x25 m libre 1A-1C femenino |
| Medalla de plata  | Luis Grieb                                   | Atletismo | Lanzamiento de disco 4 masculino  |
| Medalla de bronce | Marcela Rizzotto                             | Natación  | 50 m espalda 3 femenino           |
| Medalla de bronce | Eugenia García                               | Natación  | 25 m libre 1A femenino            |
| Medalla de bronce | Eugenia García                               | Natación  | 25 m espalda 1A femenino          |
| Medalla de bronce | Eugenia García                               | Atletismo | Lanzamiento de bala 1A femenino   |
| Medalla de bronce | Eugenia García                               | Atletismo | Lanzamiento de disco 1A femenino  |
| Medalla de bronce | Eugenia García                               | Atletismo | Lanzamiento de clava 1A femenino  |

## Once medallas en natación, cuatro de oro
El equipo de natación tuvo un destacado desempeño, obteniendo 4 medallas de oro y un total de 11 medallas (una de ellas en posta), que lo ubicó en la posición 11.ª del medallero general de natación en los juegos y 8.ª en el medallero de natación femenino. Todas las medallas fueron obtenidas por el equipo femenino.
Individualmente se destacaron las nadadoras Marcela Rizzotto, Mónica López y Eugenia García, cada una de las cuales ganó cuatro medallas, obteniendo la primera dos de oro y las restantes nadadoras una medalla de oro cada una. La restante medalla la obtuvo Susana Masciotra integrando la posta.
| Natación Mujeres 50 m pecho 3 Participantes: 12 | Natación Mujeres 50 m pecho 3 Participantes: 12 | Natación Mujeres 50 m pecho 3 Participantes: 12 | Natación Mujeres 50 m pecho 3 Participantes: 12 | Natación Mujeres 50 m pecho 3 Participantes: 12 |
|                                                 | Atleta                                          | País                                            | Tiempo                                          |                                                 |
| ----------------------------------------------- | ----------------------------------------------- | ----------------------------------------------- | ----------------------------------------------- | ----------------------------------------------- |
| 1                                               | Marcela Rizzotto                                | Argentina                                       | 56.23                                           |                                                 |
| 2                                               | Nella McPherson                                 | Jamaica                                         | 56.80                                           |                                                 |
| 3                                               | Monika Lundborg                                 | Suecia                                          | 58.00                                           |                                                 |
| Fuente: IPC.                                    |                                                 |                                                 |                                                 |                                                 |

| Natación Mujeres 50 m libre 3 Participantes: 8 | Natación Mujeres 50 m libre 3 Participantes: 8 | Natación Mujeres 50 m libre 3 Participantes: 8 | Natación Mujeres 50 m libre 3 Participantes: 8 | Natación Mujeres 50 m libre 3 Participantes: 8 |
|                                                | Atleta                                         | País                                           | Tiempo                                         |                                                |
| ---------------------------------------------- | ---------------------------------------------- | ---------------------------------------------- | ---------------------------------------------- | ---------------------------------------------- |
| 1                                              | Marcela Rizzotto                               | Argentina                                      | 47.01                                          |                                                |
| 2                                              | Monika Lundborg                                | Suecia                                         | 47.27                                          |                                                |
| 3                                              | D. Smith                                       | Gran Bretaña                                   | 47.98                                          |                                                |
| Fuente: IPC.                                   |                                                |                                                |                                                |                                                |

| Natación Mujeres 25 m pecho 1A Participantes: 2 | Natación Mujeres 25 m pecho 1A Participantes: 2 | Natación Mujeres 25 m pecho 1A Participantes: 2 | Natación Mujeres 25 m pecho 1A Participantes: 2 | Natación Mujeres 25 m pecho 1A Participantes: 2 |
|                                                 | Atleta                                          | País                                            | Tiempo                                          |                                                 |
| ----------------------------------------------- | ----------------------------------------------- | ----------------------------------------------- | ----------------------------------------------- | ----------------------------------------------- |
| 1                                               | Eugenia García                                  | Argentina                                       | 1:00.82                                         |                                                 |
| 2                                               | Sandra James                                    | Zimbabue                                        | 1:10.75                                         |                                                 |
| Fuente: IPC.                                    |                                                 |                                                 |                                                 |                                                 |

| Natación Mujeres 25 m pecho 1B Participantes: 3 | Natación Mujeres 25 m pecho 1B Participantes: 3 | Natación Mujeres 25 m pecho 1B Participantes: 3 | Natación Mujeres 25 m pecho 1B Participantes: 3 | Natación Mujeres 25 m pecho 1B Participantes: 3 |
|                                                 | Atleta                                          | País                                            | Tiempo                                          |                                                 |
| ----------------------------------------------- | ----------------------------------------------- | ----------------------------------------------- | ----------------------------------------------- | ----------------------------------------------- |
| 1                                               | Mónica López                                    | Argentina                                       | 44.71                                           |                                                 |
| 2                                               | Eileen Robertson                                | Zimbabue                                        | 47.75                                           |                                                 |
| 3                                               | B. Baum                                         | Estados Unidos                                  | 1:18.74                                         |                                                 |
| Fuente: IPC.                                    |                                                 |                                                 |                                                 |                                                 |

| Natación Mujeres 25 m mariposa 3 Participantes: 6 | Natación Mujeres 25 m mariposa 3 Participantes: 6 | Natación Mujeres 25 m mariposa 3 Participantes: 6 | Natación Mujeres 25 m mariposa 3 Participantes: 6 | Natación Mujeres 25 m mariposa 3 Participantes: 6 |
|                                                   | Atleta                                            | País                                              | Tiempo                                            |                                                   |
| ------------------------------------------------- | ------------------------------------------------- | ------------------------------------------------- | ------------------------------------------------- | ------------------------------------------------- |
| 1                                                 | Monika Lundborg                                   | Suecia                                            | 23.36                                             |                                                   |
| 2                                                 | Marcela Rizzotto                                  | Argentina                                         | 24.87                                             |                                                   |
| 3                                                 | Malgorzata Adamik                                 | Polonia                                           | 26.04                                             |                                                   |
| Fuente: IPC.                                      |                                                   |                                                   |                                                   |                                                   |

| Natación Mujeres 25 m libre 1B Participantes: 4 | Natación Mujeres 25 m libre 1B Participantes: 4 | Natación Mujeres 25 m libre 1B Participantes: 4 | Natación Mujeres 25 m libre 1B Participantes: 4 | Natación Mujeres 25 m libre 1B Participantes: 4 |
|                                                 | Atleta                                          | País                                            | Tiempo                                          |                                                 |
| ----------------------------------------------- | ----------------------------------------------- | ----------------------------------------------- | ----------------------------------------------- | ----------------------------------------------- |
| 1                                               | Martha Sandoval                                 | México                                          | 32.93                                           |                                                 |
| 2                                               | Mónica López                                    | Argentina                                       | 41.74                                           |                                                 |
| 3                                               | Eileen Robertson                                | Zimbabue                                        | 44.29                                           |                                                 |
| Fuente: IPC.                                    |                                                 |                                                 |                                                 |                                                 |

| Natación Mujeres 50 m espalda 3 Participantes: 8 | Natación Mujeres 50 m espalda 3 Participantes: 8 | Natación Mujeres 50 m espalda 3 Participantes: 8 | Natación Mujeres 50 m espalda 3 Participantes: 8 | Natación Mujeres 50 m espalda 3 Participantes: 8 |
|                                                  | Atleta                                           | País                                             | Tiempo                                           |                                                  |
| ------------------------------------------------ | ------------------------------------------------ | ------------------------------------------------ | ------------------------------------------------ | ------------------------------------------------ |
| 1                                                | Malgorzata Adamik                                | Polonia                                          | 49.26                                            |                                                  |
| 2                                                | Nella McPherson                                  | Jamaica                                          | 51.25                                            |                                                  |
| 3                                                | Marcela Rizzotto                                 | Argentina                                        | 52.26                                            |                                                  |
| Fuente: IPC.                                     |                                                  |                                                  |                                                  |                                                  |

| Natación Mujeres 25 m libre 1A Participantes: 4 | Natación Mujeres 25 m libre 1A Participantes: 4 | Natación Mujeres 25 m libre 1A Participantes: 4 | Natación Mujeres 25 m libre 1A Participantes: 4 | Natación Mujeres 25 m libre 1A Participantes: 4 |
|                                                 | Atleta                                          | País                                            | Tiempo                                          |                                                 |
| ----------------------------------------------- | ----------------------------------------------- | ----------------------------------------------- | ----------------------------------------------- | ----------------------------------------------- |
| 1                                               | Karen Donaldson                                 | Estados Unidos                                  | RM 34.58                                        |                                                 |
| 2                                               | Josefina Cornejo                                | México                                          | 35.97                                           |                                                 |
| 3                                               | Eugenia García                                  | Argentina                                       | 59.28                                           |                                                 |
| Fuente: IPC.                                    |                                                 |                                                 |                                                 |                                                 |

| \| Natación Mujeres 25 m espalda 1A Participantes: 4 \| Natación Mujeres 25 m espalda 1A Participantes: 4 \| Natación Mujeres 25 m espalda 1A Participantes: 4 \| Natación Mujeres 25 m espalda 1A Participantes: 4 \| Natación Mujeres 25 m espalda 1A Participantes: 4 \| \| \| Atleta \| País \| Tiempo \| \| \| ------------------------------------------------- \| ------------------------------------------------- \| ------------------------------------------------- \| ------------------------------------------------- \| ------------------------------------------------- \| \| 1 \| Karen Donaldson \| Estados Unidos \| RM 35.09 \| \| \| 2 \| Josefina Cornejo \| México \| 37.12 \| \| \| 3 \| Eugenia García \| Argentina \| 56.76 \| \| \| Fuente: IPC.[13] \| \| \| \| \| |                  |                |          |  |
| Natación Mujeres 25 m espalda 1A Participantes: 4 |                  |                |          |  |
| | Atleta           | País           | Tiempo   |  |
| 1 | Karen Donaldson  | Estados Unidos | RM 35.09 |  |
| 2 | Josefina Cornejo | México         | 37.12    |  |
| 3 | Eugenia García   | Argentina      | 56.76    |  |
| Fuente: IPC. |                  |                |          |  |

## Cuatro medallas en atletismo
El equipo de atletismo obtuvo cuatro medallas, una de plata obtenida por Luis Grieb en lanzamiento de disco y tres de bronce obtenidas por Eugenia García (lanzamientos de bala, disco y clava). Eugenia García ganó también cuatro medallas en natación, entre ellas una medalla de oro, sumando un total de siete medallas y convirtiéndose en la deportista argentina más premiada de estos Juegos.
| \| Atletismo Varones Lanzamiento de disco 4 Participantes: 23 \| Atletismo Varones Lanzamiento de disco 4 Participantes: 23 \| Atletismo Varones Lanzamiento de disco 4 Participantes: 23 \| Atletismo Varones Lanzamiento de disco 4 Participantes: 23 \| Atletismo Varones Lanzamiento de disco 4 Participantes: 23 \| \| \| Atleta \| País \| Distancia \| \| \| ---------------------------------------------------------- \| ---------------------------------------------------------- \| ---------------------------------------------------------- \| ---------------------------------------------------------- \| ---------------------------------------------------------- \| \| 1 \| Eugene Reimer \| Canadá \| 29.80 \| \| \| 2 \| Luis Grieb \| Argentina \| 29.44 \| \| \| 3 \| S. Gregg \| Gran Bretaña \| 28.48 \| \| \| Fuente: IPC.[14] \| \| \| \| \| |               |              |           |  |
| Atletismo Varones Lanzamiento de disco 4 Participantes: 23 |               |              |           |  |
| | Atleta        | País         | Distancia |  |
| 1 | Eugene Reimer | Canadá       | 29.80     |  |
| 2 | Luis Grieb    | Argentina    | 29.44     |  |
| 3 | S. Gregg      | Gran Bretaña | 28.48     |  |
| Fuente: IPC. |               |              |           |  |

| Atletismo Mujeres Lanzamiento de bala 1A Participantes: 4 | Atletismo Mujeres Lanzamiento de bala 1A Participantes: 4 | Atletismo Mujeres Lanzamiento de bala 1A Participantes: 4 | Atletismo Mujeres Lanzamiento de bala 1A Participantes: 4 | Atletismo Mujeres Lanzamiento de bala 1A Participantes: 4 |
|                                                           | Atleta                                                    | País                                                      | Distancia                                                 |                                                           |
| --------------------------------------------------------- | --------------------------------------------------------- | --------------------------------------------------------- | --------------------------------------------------------- | --------------------------------------------------------- |
| 1                                                         | Josefina Cornejo                                          | México                                                    | RP 2.94                                                   |                                                           |
| 2                                                         | Sandra James                                              | Zimbabue                                                  | 2.72                                                      |                                                           |
| 3                                                         | Eugenia García                                            | Argentina                                                 | 2.64                                                      |                                                           |
| Fuente: IPC.                                              |                                                           |                                                           |                                                           |                                                           |

| Atletismo Mujeres Lanzamiento de disco 1A Participantes: 4 | Atletismo Mujeres Lanzamiento de disco 1A Participantes: 4 | Atletismo Mujeres Lanzamiento de disco 1A Participantes: 4 | Atletismo Mujeres Lanzamiento de disco 1A Participantes: 4 | Atletismo Mujeres Lanzamiento de disco 1A Participantes: 4 |
|                                                            | Atleta                                                     | País                                                       | Distancia                                                  |                                                            |
| ---------------------------------------------------------- | ---------------------------------------------------------- | ---------------------------------------------------------- | ---------------------------------------------------------- | ---------------------------------------------------------- |
| 1                                                          | Josefina Cornejo                                           | México                                                     | RP 8.42                                                    |                                                            |
| 2                                                          | Sandra James                                               | Zimbabue                                                   | 7.26                                                       |                                                            |
| 3                                                          | Eugenia García                                             | Argentina                                                  | 6.52                                                       |                                                            |
| Fuente: IPC.                                               |                                                            |                                                            |                                                            |                                                            |

| \| Atletismo Mujeres Lanzamiento de clava 1A Participantes: 5 \| Atletismo Mujeres Lanzamiento de clava 1A Participantes: 5 \| Atletismo Mujeres Lanzamiento de clava 1A Participantes: 5 \| Atletismo Mujeres Lanzamiento de clava 1A Participantes: 5 \| Atletismo Mujeres Lanzamiento de clava 1A Participantes: 5 \| \| \| Atleta \| País \| Distancia \| \| \| ---------------------------------------------------------- \| ---------------------------------------------------------- \| ---------------------------------------------------------- \| ---------------------------------------------------------- \| ---------------------------------------------------------- \| \| 1 \| Josefina Cornejo \| México \| RM 18.05 \| \| \| 2 \| Sandra James \| Zimbabue \| 13.72 \| \| \| 3 \| Eugenia García \| Argentina \| 12.38 \| \| \| Fuente: IPC.[17] \| \| \| \| \| |                  |           |           |  |
| Atletismo Mujeres Lanzamiento de clava 1A Participantes: 5 |                  |           |           |  |
| | Atleta           | País      | Distancia |  |
| 1 | Josefina Cornejo | México    | RM 18.05  |  |
| 2 | Sandra James     | Zimbabue  | 13.72     |  |
| 3 | Eugenia García   | Argentina | 12.38     |  |
| Fuente: IPC. |                  |           |           |  |

## Deportistas
- Varones (5): Hugo Fuentes, Luis Grieb, Julio Clementin, Luis Pérez y Honorio Romero.[1]

- Mujeres (5): Inés del Gaudio, Eugenia García, Mónica López, Susana Masciotra y Marcela Rizzotto.[1]